# Félix Borja
Félix Alexander Borja Valencia (San Lorenzo, 1983. április 2. –) ecuadori válogatott labdarúgó.
Az ecuadori válogatott tagjaként részt vett a 2006-os világbajnokságon, illetve a 2001-es és a 2007-es Copa América.

## Sikerei, díjai
El Nacional
- Ecuadori bajnok (2): 2005 Clausura, 2006

Olimbiakósz
- Görög bajnok (1): 2006–07